# Motivationsarbete
Motivationsarbete är de medvetna insatser som sätts in för att skapa och öka motivationen hos individer.

## Latent och manifest motivation
Motivationsarbete handlar inte om att göra omotiverade människor motiverade utan mer om att försöka väcka den latenta motivationen så att den blir manifest, tydlig. Människan bygger upp sin självbild under barndomen. Om individen inte är omgiven av kärlek, ingen som bryr sig om henne, eller om personens livssituation är smärtsam uppstår ett destruktivt beteende. När det destruktiva styr individen blir motivationen latent, personen blir oengagerad och omotiverad till förändring. En fysisk smärta kan omvandlas till psykisk och även den resultera i latent motivation. För att motivationen ska bli manifest igen behöver personen kunna se positivt på framtiden, känna hopp, respektera sig själv och andra samt ha empati. Att se bakom en persons destruktiva beteende och hitta själva problemet är en förutsättning för motivationsarbete.

## Grundstenar för motivationsarbete
Genom teori och praktisk erfarenhet har några grundstenar tagits fram, faktorer som kan ha stort värde i motivationsarbete. Dessa presenteras nedan:
- Förväntan om det bästa av de människor man möter.
- Som motiverare måste man vara självständig och måna om sin egen personlighet.
- Det är viktigt att börja motivationsarbetet där personen befinner sig och utgå därifrån.
- Det är genom misslyckanden man lär sig. En framgång följs ofta av ett bakslag men genom misslyckanden lär man sig och växer som person.
- Tålamod har stor betydelse.
- Uppmärksamma de små framstegen, sätt inte upp ouppnåeliga mål.[2]

## Olika metoder att motivera
Det finns lika många metoder som det finns behandlare. Det som är rätt metod för den ena behöver inte vara rätt metod för den andra. 
Exempel på metoder är:
- Stöd
- Uppmuntran
- Tilltro
- Provokation
- Utskällningar
- Besvikelsereaktion